# Irgiz (Kazakistan)
L'Irgiz (in kazako Ыргыз, Irğız; in russo Иргиз) è un fiume della regione di Aqtöbe, in Kazakistan. Affluente di destra del Turgai, ha una lunghezza di 593 km e un bacino di 31.600 km². Nasce dai versanti orientali dei monti Mugodžary. In estate (specialmente nel suo corso inferiore), in alcune sezioni il suo corso è interrotto e l'acqua è presente solamente in pozze isolate tra loro. Nel suo corso superiore le acque dell'Irgiz sono dolci, ma esse si fanno salate verso il corso inferiore. Il regime del fiume è prevalentemente nivale. In prossimità della confluenza con il Turgai il fiume ha una portata media annuale di 7,56 m³/sec. L'Irgiz gela da novembre fino a fine aprile.